# Miloš Degenek
Miloš Degenek (sinh ngày 28 tháng 4 năm 1994) là một cầu thủ bóng đá chuyên nghiệp người Úc, hiện đang thi đấu ở vị trí hậu vệ cho câu lạc bộ Columbus Crew và đội tuyển quốc gia Úc.
Degenek đã thi đấu cho cả Serbia và Úc ở các cấp độ trẻ trước khi có trận ra mắt đội tuyển quốc gia Úc trong trận đấu với đội tuyển Anh vào năm 2016.

## Thời thơ ấu
Degenek sinh năm 1994 tại Knin, Croatia. Gia đình anh là người Serb ở Croatia tị nạn trong chiến tranh giành độc lập Croatia đến Nam Tư và thủ đô Belgrade của Serbia vào năm 1995, nơi họ sống tị nạn. Năm 2000, giải đình anh di cư đến Sydney, Úc.

## Sự nghiệp

### Quốc tế
Degenek đủ điều kiện thi đấu cho Serbia, Croatia và Úc; anh có cả hai quốc tịch Serbia và Úc. Milos Degenek thi đấu cho đội tuyển bóng đá quốc gia Úc từ năm 2016.

## Đời sống cá nhân
Ngoài tiếng Serbia, Degenek còn nói được tiếng Anh và Đức. Sau khi gia nhập Yokohama F. Marinos, anh đã học thêm tiếng Nhật. Degenek đã dùng tiền lương của mình để giúp đỡ bố mẹ và anh trai.

## Thống kê sự nghiệp

### Quốc tế
Tính đến ngày 3 tháng 12 năm 2022
| Đội tuyển bóng đá Úc | Đội tuyển bóng đá Úc | Đội tuyển bóng đá Úc |
| Năm                  | Trận                 | Bàn                  |
| -------------------- | -------------------- | -------------------- |
| 2016                 | 5                    | 0                    |
| 2017                 | 10                   | 0                    |
| 2018                 | 5                    | 1                    |
| 2019                 | 8                    | 0                    |
| 2020                 | 7                    | 0                    |
| 2022                 | 7                    | 0                    |
| Tổng cộng            | 42                   | 1                    |

### Bàn thắng quốc tế
| # | Ngày                 | Địa điểm                                      | Đối thủ | Ghi bàn | Kết quả | Giải đấu |
| - | -------------------- | --------------------------------------------- | ------- | ------- | ------- | -------- |
| 1 | 30 tháng 12 năm 2018 | SVĐ Maktoum bin Rashid Al Maktoum, Dubai, UAE | Oman    | 4–0     | 5–0     | Giao hữu |

## Danh hiệu
Al Hilal SFC
- AFC Champions League: 2019

Red Star Belgrade
- Serbian SuperLiga: 2018–19, 2019–20[7]